# 唐娜公主
唐娜公主（英语：Princess Donna，又名唐娜·多洛尔）（1982年1月23日出生），是一位美国色情女演员和成人电影导演，曾是Kink.com旗下网站“公众耻辱”、“捆绑港邦”和“最终投降”的总监，她几乎所有的表演和导演项目都属于BDSM色情，她出现在许多纪录片，包括2009年的《图形性恐怖》和2012年的《公共性爱，私人生活》。

## 经历
唐娜公主出生于1982年1月23日。在十几岁时，她开始对摄影和性别政治与性别平等感兴趣，并在纽约大学及艺术学院学习。
在2004年，她毕业后，在Kink.com的一个部门担任网站管理员/总监并移居旧金山，全职指导、表演和开发新网站。她成为Kink.com旗下“有线猫咪”的董事，该网站的影视作品是女性主导者对女性顺从者进行色情电刺激。除了导演，她还是网站作品中主要的女性主导者。据报道，她在2008年就执导并出现在“连线猫咪”中约300个场景。
她最初的一些表演是女性顺从，直到2008年才开始表演男女性交。同年唐娜公主开发新网站PublicDisgrace.com，该网站作品是女性顺从者进行公开羞辱和男女性交。

## 登场纪录片
- 2007年独立电影《两个束缚模特的故事》。[9]
- 2009年蛛纪录片《图解性虐待》。[2][3][4][5]
- 2012年纪录片《公共性爱，私人生活》。[2][3][4][5]

## 个人观点
在2008年“乡村之声”的一次采访中，唐娜公主认为自己是同性恋，她说：“我的性取向在主流异性恋霸权之外。我喜欢女孩，我喜欢男孩，我喜欢变性男孩和变性女孩。”
她对自己作品表达了女权主义的观点：“我是在沉默的羔羊文化中长大的，在这种文化中，强奸和杀害妇女在电影和电视节目中非常常见，社会不怕性和暴力，他们害怕女人拥有自己身体和控制自己的性行为——这就是BDSM中发生的事情。”

## 个人生活
她在2017年嫁给了塔克·梅奥。